# 3 Inches of Blood
3 Inches of Blood, abreviado 3IoB, es una banda canadiense de heavy metal, formada en Vancouver en 1999. Estaban influenciados por las bandas de la nueva ola del heavy metal británico de los tardíos años 1970 y principios de los años 1980. Antes de 3IoB Cam Pipes y Justin Hagberg estuvieron en la banda de black metal Allfather.

## Biografía
Con los miembros Cam Pipes, Jamie Hooper, Sunny Dhak, Bobby Froese,
Rich Trawick y Geoff Trawicks, lanzaron su álbum debut Battlecry Under a Wintersun en el año 2002 con las compañías The Teenage Rampage y Fashion Before Function, que pasó desapercibido por lo cual su compañía decidió que fueran de gira como teloneros de The Darkness. Gracias a esta gira se hicieron más conocidos y fueron aclamados en el mundo del metal underground, lo que logró que fueran contratados por una subsidiaria de Roadrunner Records.
A comienzos del año 2004, salieron de la banda, el batería Geoff Trawick y su hermano el bajista Rich Trawick que fueron sustituidos por Matt Wood de la banda Goatsblood y Brian Redman respectivamente.
Después de grabar el próximo disco salieron los guitarristas Sunny Dhak and Bob Froese, los cuales formarían la banda Bloodstone Press y posteriormente Pride Tiger, fueron remplazados por Justin Hagberg and Shane Clark.
Su segundo álbum Advance and Vanquish tuvo un estilo más enfocado hacia el rock guitarrero de los años 1970. Este lanzamiento fue muy publicitado por Roadrunner Records, gracias al cual temas como "Deadly Sinners" aparecieron en compilaciones y en tres videojuegos (''Tony Hawk's Underground 2, Saints Row 2 y Brütal Legend), causando un fuerte apoyo de la prensa y haciendo que la banda consiguiera un lugar en el festival Road Rage tour 2005, junto a bandas como Machine Head y Chimaira, ganando más seguidores. En julio de 2005 salió Matt Wood para formar la banda Pride Tiger y fue sustituido por Alexei Rodríguez.
La banda compuso todos los temas de su tercer álbum en Tacoma, Washington y en diciembre de 2006 entrarían a grabar los nuevos temas en los Armoury Studios de Vancouver. Se reveló que se llamaría Fire Up the Blades y que contaría con Joey Jordison de Slipknot como productor. Fue lanzado el 26 de junio de 2007.
Durante el Ozzfest Tour 2007, Jamie Hooper no pudo cantar con la banda ya que sufrió problemas en la garganta y fue advertido por el doctor de que podría perder la voz si no le daba descanso. Jamie no tocó con la banda el resto del Ozzfest Tour ni en el Operation Annihilation tour. Las tareas vocales (screaming) de Hooper fueron tomadas por el guitarrista Justin Hagberg. Hooper no volvió a cantar con la banda hasta el 2009.
Finalmente Jamie Hooper fue obligado a abandonar la banda dado que fracasó en recuperarse de la garganta, por lo que no participó en el álbum Here Waits Thy Doom, que salió el 8 de septiembre de 2009, haciendo de este el primer disco sin ningún miembro original.

## Miembros de la banda
Miembros actuales
- Cam Pipes – vocalista (2001 – presente)
- Justin Hagberg – guitarras (2004 – presente), Screaming (2007 – presente)
- Shane Clark – guitarras (2004 – presente)
- Ash Pearson – batería (2007 – present)

Miembros de concierto
- Steve Ericksson - bajo (2009 – presente)

Miembros pasados
- Nick Cates – bajo (2006 – 2009)
- Jamie Hooper – screaming (1999 – 2008)
- Alexei Rodríguez – batería (2005 – 2007)
- Brian Redman - bajo (2004 – 2006); Brian Redman murió en un accidente de tránsito en Tacoma, Washington el 27 de septiembre de 2009, con 31 años.
- Matt Wood – batería (2004 – 2005)
- Geoff Trawick – batería (1999 – 2004)
- Rich Trawick – bajo (1999 – 2004)
- Bobby Froese – guitarra (1999 – 2004)
- Sunny Dhak - guitarra (1999 - 2004)

## Discografía
Álbumes
- Battlecry Under a Wintersun (2002)
- Advance and Vanquish (2004)
- Fire Up the Blades (2007)U.S. #147
- Here Waits Thy Doom (2009)U.S. #195
- Long Live Heavy Metal (2012)

EP
- Sect of the White Worm (2001)
- Trial of Champions (2007)
- Anthems For The Victorious (2011)

Sencillos
- "Ride Darkhorse, Ride" (2002)
- "Destroy the Orcs" (2003)
- "Deadly Sinners" (2004)
- "The Goatriders Horde" (2007)
- "Trial of Champions" (2007)

- Datos: Q229628
- Multimedia: 3 Inches of Blood / Q229628